# LZX (język programowania)
LZX – obiektowy język programowania wykorzystywany w platformie OpenLaszlo. Ma cechy języków XML i JavaScript i przypomina język XUL. Używany jest do tworzenia aplikacji internetowych z bogatym interfejsem użytkownika (tzw. RIA). Kod napisany w języku LZX może być kompilowany do pliku Flash w formacie SWF lub do kodu DHTML.

## Struktura
W języku LZX obowiązują takie same zasady jak w języku XML, a więc każdy znacznik musi mieć swój znacznik zamykający, w przeciwnym wypadku kod będzie błędny i nie dojdzie do poprawnej kompilacji. Przy definiowaniu metody obowiązuje poprawność języka JavaScript. W przypadku, gdy w ciele metody JavaScript osadzonej w LZX występują znaki zabronione dla treści XML, konieczna jest zamiana ich na encje lub referencje znakowe HTML, bądź też, co jest wygodniejsze i wpływa pozytywnie na przejrzystość kodu, otoczenie ciała metody sekcją CDATA.
Oto przykład kodu napisanego w LZX:
```
<canvas>

    
<view>

        
<simplelayout
 
axis=
"x"
 
spacing=
"7"
/>

        
<view
 
id=
"prostokat1"
 
bgcolor=
"#666699"
 
height=
"200"
 
width=
"125"
>

            
<text
 
fgcolor=
"#FFFFFF"
>
Tekst
 
1
</text>

        
</view>

        
<view
 
id=
"prostokat2"
 
bgcolor=
"#112233"
 
height=
"200"
 
width=
"150"
>

            
<text
 
fgcolor=
"#FFFFFF"
>
Tekst
 
2
</text>

        
</view>

    
</view>

    
<view
 
name=
"prostokat_m"
 
x=
"10"
 
y=
"20"
 

        
resource=
"obrazek.jpg"
 
onmousedown=
"przenies()"
>

        
<method
 
name=
"przenies"
>

        
<![CDATA[

            if (this.x > 500) {

                this.setAttribute("x", 10);

                this.setAttribute("y", 20);

            } else {

                this.setAttribute("opacity", 0.2);

            }

       ]]>

        
</method>

    
</view>

    
<view
 
x=
"12"
 
y=
"12"
 
width=
"50"
 
height=
"50"
 

        
bgcolor=
"${parent.prostokat_m.x &gt; 10 ? '#ff0000' : '#00ffff'}"
 
/>

</canvas>

```